# Aa (рослина)
Аа (лат. Aa) — рід рослин з родини Орхідні (підродина Orchidoideae, триба Cranichideae). У рід включають 25 видів, що виростають в Андах (Аргентина, Колумбія, Еквадор, Перу, Болівія, Венесуела, Чилі, Коста-Ріка, Панама) на межі лінії снігів біля гірських струмків.

## Назва
Перший науковий опис видів роду зробив у 1815 році Карл Сигізмунд Кунт, що перейменував рід Alsteinia в Aa, включаючи два види, Aa argyrolepis і Aa paleacea.
Рід названий, згідно з однією з версій, на честь Пітера ван дер Аа (1659—1733), голландського видавця книг і карт, на знак вдячності за те, що він у 1698 році надрукував книгу Paradisus Batavus голландського ботаніка Пауля Германа, який помер в 1695. За іншою версією рід названий так із тією метою, щоб завжди бути першим в алфавітному порядку.
Назва цього роду — одна з двох, нарівні з Іо (Io), найкоротших дійсних назв родів судинних рослин за даними сайту Germplasm Resources Information Network (GRIN).

## Опис
Представники роду — трав'янисті рослини з подовженими суцвіттями, що ростуть від основної розетки, закінчуючись маленькою білою перекинутою квіткою з губою нагорі. Ця губа має форму каптура. Квітки випромінюють гострий запах, який приваблює мух.

## Види
За інформацією бази даних The Plant List, рід включає 25 видів :
- Aa achalensis (Аргентина)
- Aa argyrolepis (Колумбія і Еквадор)
- Aa aurantiaca
- Aa calceata (Перу, Болівія)
- Aa colombiana (Колумбія і Еквадор)
- Aa denticulata (Колумбія і Еквадор)
- Aa erosa (Перу)
- Aa fiebrigii (Боливия)
- Aa hartwegii (Колумбія і Еквадор, Венесуела)
- Aa hieronymi (Аргентина)
- Aa leucantha (Колумбія і Еквадор)
- Aa lorentzii (Аргентина)
- Aa macra (Еквадор)
- Aa maderoi (Колумбія і Еквадор, Венесуела)
- Aa mandonii (Перу, Болівія)
- Aa matthewsii (Перу)
- Aa microtidis (Болівія)
- Aa nervosa (Чилі)
- Aa paleacea (Коста-Ріка, Болівія)
- Aa riobambae (Еквадор)
- Aa rosei — Аа Роуза (Перу)
- Aa schickendanzii (Аргентина)
- Aa sphaeroglossa (Болівія)
- Aa trilobulata (Болівія)
- Aa weddeliana (Перу и пн.-сх. Аргентини)